# Ponte do Diabo

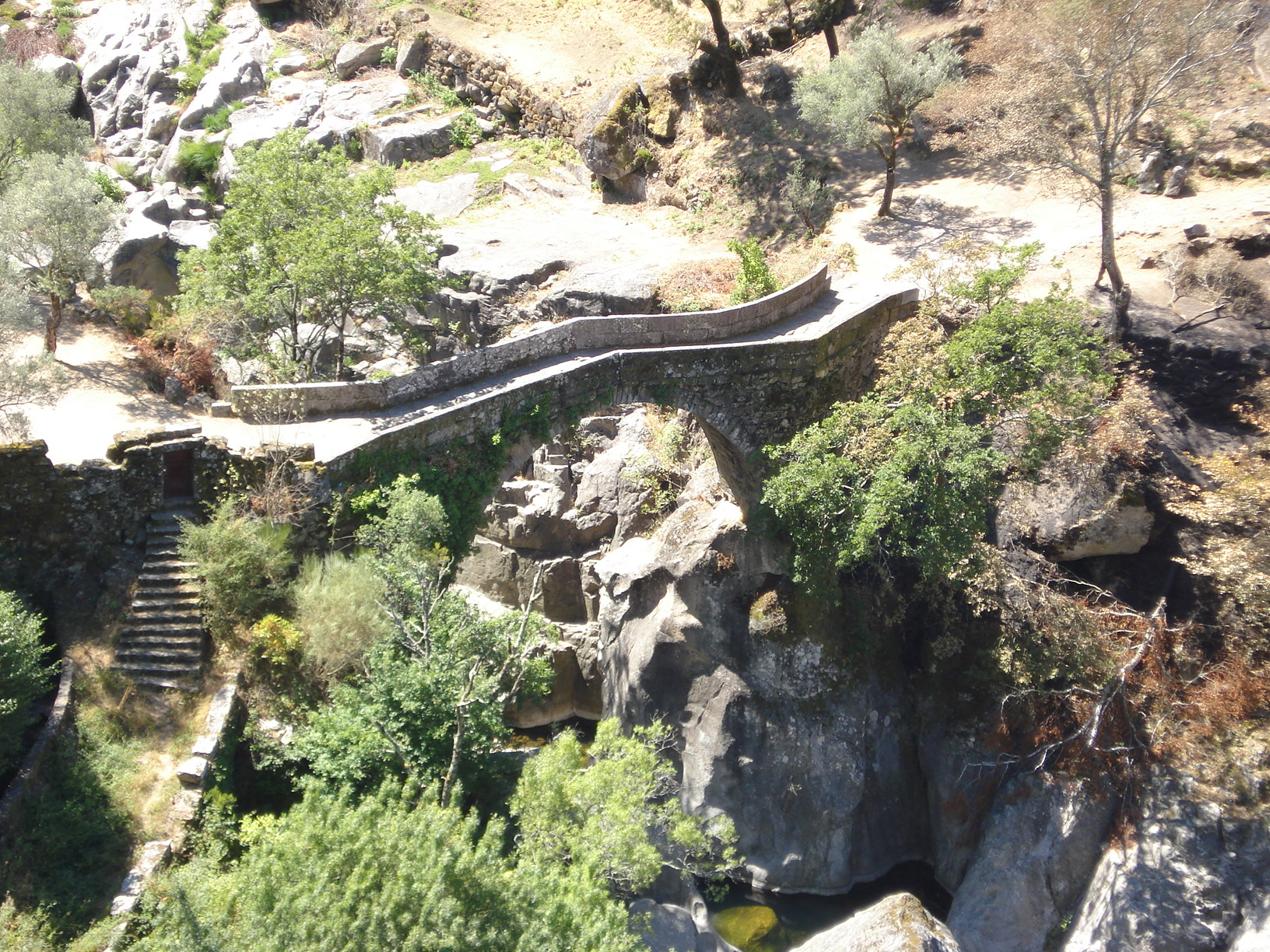
Ponte da Mizarela, Portugal

A designação ponte do diabo faz referência a várias dezenas de velhas pontes que, segundo a tradição popular, teriam sido construídas pelo Diabo, com sua ajuda, ou, inclusive contra seus desejos. A maioria são pontes medievais em arco que encontram-se na Europa e que destacaram-se (quase sempre) pelos obstáculos técnicos superados em sua construção, ainda que em muitas ocasiões também pela sua estética ou graça, ou pela sua importância econômica ou estratégica para a comunidade à que serviam.